# Mallasvesi
Mallasvesi är en sjö i kommunerna Pälkäne och Valkeakoski i landskapet Birkaland i Finland. Sjön ligger 84,2 meter över havet. Den är 32,89 meter djup. Arean är 55,71 kvadratkilometer och strandlinjen är 159,37 kilometer lång. Sjön  ingår i Kumo älvs huvudavrinningsområde.   Dess längd är ungefär 20 km och bred ungefär 10 km.
Den ligger omkring 22 km sydöst om Tammerfors och omkring 120 km norr om Helsingfors. 